# Etchemins
Etchemins (frz. Étchemins) war ein Sammelbegriff der Franzosen für die beiden Stämme der Malecite und Passamaquoddy.

## Name
Der französische Ausdruck Étchemin ist unbekannten Ursprungs, vermutlich kommt er aus der Sprache der Algonkin oder Innu. Die Franzosen bezeichneten mit Étchemin kollektiv die Malecite sowie die einen verwandten Dialekt sprechenden Passamaquoddy daher wurden beide Völker von frühen Forschungsreisenden oftmals als ein Volk angesehen. Beide Völker werden zudem oft auch als Maritime Abenaki bezeichnet, da die Stammesgebiete der Malecite und Passamaquoddy Teile der kanadischen Seeprovinzen (Canadian Maritimes) (auch Maritime provinces oder einfach the Maritimes) umfassten.  
Der Begriff Amalecites war bis in das 20. Jahrhundert hinein eine übliche französische Bezeichnung für die Malecite in Quebec, während in Neubraunschweig die Namen Milicite und Melicite gebräuchlich waren. Frühe Ethnographen des 20. Jahrhunderts wählten Malecite, aber die heutigen Indianer bevorzugen Maliseet. Das Wort kommt aus der Mic-Mac-Sprache und bedeutet Langsame Sprecher oder Gebrochen sprechende Leute. Die Malecite aus Neubraunschweig nennen sich selbst Wolastoqiyik oder Welastekwíyek, das Saint John River Volk oder einfach Saint John River Indianer bedeutet. Wolastoq oder Welàstekw ist der Malecite-Name für den Saint John River und kann mit schöner Fluss übersetzt werden.